# Inglés inglés
El idioma inglés hablado y escrito en Inglaterra abarca una amplia gama de acentos y dialectos. El dialecto forma parte del inglés británico más amplio, junto con otras variedades en el Reino Unido. Los términos utilizados para referirse al idioma inglés hablado y escrito en Inglaterra incluyen: inglés inglés, anglo-inglés e inglés británico en Inglaterra.
El término relacionado 'inglés británico' tiene muchas ambigüedades y tensiones en la palabra 'británico', por lo que se puede usar e interpretar de múltiples maneras,  pero generalmente se reserva para describir las características comunes al inglés anglo-inglés y al inglés galés, e inglés escocés (Inglaterra, Gales y Escocia) son los tres países tradicionales de la isla de Gran Bretaña; el dialecto principal del cuarto país del Reino Unido, Irlanda del Norte, es el inglés de Ulster, que generalmente se considera un dialecto del inglés irlandés).